# Hoogheemraadschap van de Uitwaterende Sluizen in Kennemerland en West-Friesland
Het Hoogheemraadschap van de Uitwaterende Sluizen in Kennemerland en West-Friesland (vaak verkort tot Uitwaterende Sluizen, afgekort US) is een voormalig hoogheemraadschap in de Nederlandse provincie Noord-Holland. Het hoogheemraadschap had de verantwoordelijkheid voor de afwatering van de Schermerboezem van het Noorderkwartier op de Zuiderzee en het IJ. In 1993 vormde het hoogheemraadschap samen met het Hoogheemraadschap Noordhollands Noorderkwartier het nieuwe Hoogheemraadschap van Uitwaterende Sluizen in Hollands Noorderkwartier. In 2003 fuseerde dit op zijn beurt met een vijftal inliggende waterschappen tot het Hoogheemraadschap Hollands Noorderkwartier dat verantwoordelijk werd voor de gehele waterhuishouding en waterkering van Noord-Holland ten noorden van het Noordzeekanaal.

## Stichting
Aan het begin van de zestiende eeuw was Holland (inclusief West-Friesland) nog een zeer waterrijk gebied, met een groot oppervlak aan binnenmeren, die nog in open verbinding met de Zuiderzee stonden. De westelijke helft van West-Friesland was nog grotendeels water.
Veel verbindingen met de Zuiderzee waren al afgesloten, onder meer de Zaandam en de Schardam, maar er waren nog twee open verbindingen waar eb en vloed vrij spel hadden: bij Edam en bij de Nieuwendam tussen de Wijkermeer en de Lange meer (later Alkmaardermeer). De werking van eb en vloed zorgde voor het afkalven van steeds meer land, en het gevaar was niet denkbeeldig dat er één grote binnenzee zou ontstaan. Vooral de historische Huigendijk (op de plaats van de huidige Noordschermerdijk) was een zwakke schakel in het geheel. Het besef daagde dat een centraal gezag noodzakelijk was om de verschillende belangen tegen elkaar af te wegen. Zo was Edam sterk gekant tegen een afsluiting van hun verbinding met de Zuiderzee: juist de werking van eb en vloed behoedde de haven voor dichtslibben en verzanding. Op 5 juli 1544 gaf keizer Karel V aan de heren Stalpaert en Van Bronkhorst de opdracht onderzoek te doen naar de situatie en een advies uit te brengen. Op 17 december van datzelfde jaar tekende Karel V een octrooi, met als belangrijkste inhoud het afsluiten van de zeegaten te Edam en Nieuwendam. Hiermee wordt 1544 algemeen gezien als het stichtingsjaar van het Hoogheemraadschap. Er was toen nog geen daadwerkelijk bestuur, en de uitvoering verliep traag, niet het minst door de stelselmatige tegenwerking van Edam. Meer schot in de zaak kwam er toen men in 1565 bij Filips II aanklopte. Er werd een bestuur aangesteld (met Sebastiaen Craenhals als eerste dijkgraaf) en het college van dijkgraaf en heemraden kreeg 'saufegarde': zij stonden onder rechtstreekse bescherming van de koning.

## Bestuur
De door Filips II vastgestelde bestuursstructuur bleef eeuwenlang gehandhaafd. Het bestuur zetelde aanvankelijk in Alkmaar maar in 1881 werd de zetel officieel verplaatst naar het gemeenlandshuis in Edam. In 1886 werd de oude bestuursstructuur door een nieuwe vervangen. Hierbij bestond het bestuur uit een dijkgraaf en zes hoogheemraden als dagelijks bestuur (het College van dijkgraaf en heemraden, voor zes jaar benoemd door de Kroon) en daarbij twintig hoofdingelanden die voor zes jaar worden gekozen. Iedere hoofdingeland vertegenwoordigde een gebied binnen het werkingsgebied van het hoogheemraadschap.

## Taken
De belangrijkste taak van het hoogheemraadschap was van oudsher het beheer over de boezem en het afwateren daarvan op de Zuiderzee. Hiertoe dienden spuisluizen te Edam, Schardam, Nauerna en Zaandam. De zorg over de dijken viel buiten het takenpakket van het hoogheemraadschap, op enkele kleine dijkvakken bij de sluizen na. De afwatering van de inliggende polders en droogmakerijen op de boezem was hun eigen zaak. Wel stelde het hoogheemraadschap vast wat de gewenste stand van de boezem was, en kon het een maalverbod uitvaardigen als de boezemstand te hoog dreigde te worden. Dit maalverbod werd nog tot in de twintigste eeuw gecommuniceerd met seinvlaggen en -lichten.
De afwatering op de Zuiderzee en later het IJsselmeer was tot ver in de twintigste eeuw "natuurlijk": er waren geen  gemalen, het water vloeide eenvoudigweg bij eb naar de Zuiderzee, wat bij zware regenval en opstuwend water problemen gaf als het boezempeil te hoog dreigde te worden en een maalverbod moest worden afgekondigd. Dit is eeuwenlang een twistpunt geweest tussen de "nieuwe" droogmakerijen en de "oude" polders. De eersten wilden onbeperkt water kunnen uitslaan op de boezem, maar de oudere polders, die vaak armlastig waren, bezaten niet de middelen om hun kaden zover op te hogen dat dit mogelijk was. In 1875 nog bleek dat met de peilschaal in Avenhorn was geknoeid door ingelanden van de dichtbijgelegen "oude" polder Mijzen, zodat het "noodpeil" eerder bereikt zou worden. Pas in 1960 werd het besluit genomen bij Zaandam een gemaal te bouwen, dat in 1967 gereed kwam.
In diezelfde tijd kreeg ook het beheer van de waterkwaliteit steeds meer nadruk. De vervuiling van het water nam toe, wat betekende dat het doorspoelen van de boezem noodzakelijk werd. Het zoete en relatief schone IJsselmeerwater was hierbij van groot belang. Het hoogheemraadschap kreeg in 1965 officieel de taak van het kwaliteitsbeheer van het water erbij, en daarmee kwamen ook vertegenwoordigers van de Zaangemeenten en de industrie aan de Zaan in het bestuur. In hoog tempo werden rioolwaterzuiveringsinstallaties aangelegd en uitgebreid.

## Dijkgraven
- 1565 - ?: Sebastiaen Craenhals;
- 2e helft 17e eeuw: Gerard van Egmond van de Nijenburg;
- in 1745: Cornelis van Eyck;
- voor 1825: F.C.W. Druyvesteyn;
- 1899-1917: Pieter van Foreest;
- 1946-1970: Jacob Posch;
- 1971-1984: Lo de Ruiter;
- 1984?-1993: Jaap IJff.[2]